# کاترین آندرسون
کاترین دوروتی دانکن اندرسون (انگلیسی: Kathryn Dorothy Duncan Anderson؛ زادهٔ ۱۹۳۹) یک جراح اطفال بریتانیایی-آمریکایی است. او اولین زنی بود که مسئولیتی در کالج جراحان آمریکا داشت و اولین رئیس مؤنث انجمن جراحی کودکان آمریکا بود. او برنده جایزه نینا استار براونوالد بود.

## اوایل زندگی
کاترین اندرسون در سال ۱۹۳۹ با نام کاترین دوروتی دانکن در اشتون-آندر-لاین، لانکاشر انگلستان به دنیا آمد. با تشویق والدینش، او می‌دانست که در سن ۸ سالگی می‌خواهد جراح شود. او در سال ۱۹۵۸ در دانشگاه کمبریج تحصیل کرد و از دانشگاه لیسانس و فوق لیسانس گرفت. او در کلاس کالبدشناسی در دانشگاه کمبریج با ویلیام فرنچ اندرسون آشنا شد. این دو در سال ۱۹۶۲ با هم ازدواج کردند و به ایالات متحده آمریکا نقل مکان کردند.
پس از مهاجرت به ایالات متحده آمریکا، اندرسون تحصیل در رشته پزشکی را در سال ۱۹۶۴ در دانشکده پزشکی هاروارد ادامه داد. به محض فارغ‌التحصیلی، رئیس دانشکده او را از کارآموزی جراحی محروم کرد و گفت که زنان از لحاظ جسمی برای جراح شدن بیش از حد ضعیف هستند. او یک دوره کارورزی را در پزشکی کودکان در بیمارستان کودکان بوستون به پایان رساند. یک سال بعد، در سال ۱۹۶۵، او به واشینگتن، دی.سی. نقل مکان کرد و دوره رزیدنتی جراحی عمومی خود را در «بیمارستان دانشگاه جورج تاون» به پایان رساند. در طول دو سالی که او در بیمارستان دانشگاه جورج تاون بود، تنها هفت مورد جراحی به او اختصاص داده شد. اندرسون با این باور که تبعیض جنسیتی بر آموزش او تأثیر می‌گذارد، بیمارستان را ترک کرد و در بیمارستان‌های غیردانشگاهی مختلف شروع به کار کرد. او در سال اول در این بیمارستان‌ها روی ۷۰۰ بیمار کار کرد.
او در سال ۱۹۷۳، شهروندی آمریکا را به دست آورد.

## حرفه
اندرسون در طول دوران حرفه‌ای خود سمت‌های مختلف دانشگاهی داشته است. او در سال ۱۹۷۰ به مرکز پزشکی ملی کودکان پیوست و دوره‌ای دو ساله در جراحی کودکان گذراند. او همچنین رئیس بخش جراحی در مرکز پزشکی ملی کودکان شد. از سال ۱۹۷۲ تا ۱۹۷۴، او به عنوان استادیار جراحی و پاتولوژی در دانشگاه جرج‌تاون مشغول به کار بود. سپس در دانشگاه جرج واشینگتن مشغول به کار شد و مدت هجده سال در آنجا فعالیت کرد. او ابتدا به عنوان استادیار شروع کرد، در سال ۱۹۷۸ به دانشیار تبدیل شد و در سال ۱۹۸۳ استادتمام شد. او از سال ۱۹۸۴ تا ۱۹۹۲ به عنوان دانشمند همکار در شاخه هماتولوژی مولکولی مؤسسه ملی قلب، ریه و خون در مؤسسه ملی سلامت مشغول به کار بود. در سال‌های ۱۹۸۵ و ۱۹۸۶، اندرسون به عنوان رئیس بخش جراحی آکادمی پزشکی اطفال آمریکا خدمت کرد و در سال ۱۹۸۶ به هیئت تحریریه ژورنال جراحی کودکان پیوست و در بسیاری از مجلات پزشکی دیگر نیز فعالیت داشت.
در سال ۱۹۹۲، اندرسون به عنوان جراح ارشد و معاون رئیس جراحی در بیمارستان کودکان در لس‌آنجلس، کالیفرنیا منصوب شد. در همان سال، او به عنوان دبیر و اولین زن عضو هیئت رئیسه کالج جراحان آمریکا برگزیده شد. از سال ۱۹۹۹ تا ۲۰۰۰، او در مقام اولین زن رئیس انجمن جراحی اطفال آمریکا خدمت کرد. یکی از حوزه‌های اصلی تحقیقاتی او از سال ۱۹۷۲ تا ۲۰۰۴، جایگزینی مری در کودکان و نوزادان بود.
اندرسون در کتاب «تغییر چهره پزشکی: بزرگداشت پزشکان زن آمریکایی» معرفی شد که نمایشگاهی از سوی مؤسسه ملی سلامت از اکتبر ۲۰۰۳ تا آوریل ۲۰۰۵ برگزار شد. او در سال ۲۰۰۹ کتابی به نام «چه کسی دستم را خواهد گرفت؟: راهنمایی برای والدینی که فرزندشان به عمل جراحی نیاز دارد» نوشت که هدف آن کمک به والدین برای درک بیماری‌های پزشکی و سیستم پزشکی است و بر اساس آموزش‌ها، تجربیات شخصی و تحقیقات اندرسون نگاشته شده است.
در طول دوران حرفه‌ای خود، اندرسون به مدت ۳۲ سال جراح اطفال در واشینگتن، دی.سی. و لس آنجلس کالیفرنیا بود.